# Тамал (Решт)
Тамал (перс. تمل) — село в Ірані, у дегестані Новшер-е-Хошкебіджар, у бахші Хошкебіджар, шагрестані Решт остану Ґілян. За даними перепису 2006 року, його населення становило 1720 осіб, що проживали у складі 456 сімей.

## Клімат
Середня річна температура становить 14,22°C, середня максимальна – 28,38°C, а середня мінімальна – -0,78°C. Середня річна кількість опадів – 1193 мм.
| Клімат поселення                              | Клімат поселення | Клімат поселення | Клімат поселення | Клімат поселення | Клімат поселення | Клімат поселення | Клімат поселення | Клімат поселення | Клімат поселення | Клімат поселення | Клімат поселення | Клімат поселення | Клімат поселення |
| Показник                                      | Січ.             | Лют.             | Бер.             | Квіт.            | Трав.            | Черв.            | Лип.             | Серп.            | Вер.             | Жовт.            | Лист.            | Груд.            |                  |
| Середній максимум, °C                         | 8,22             | 8,74             | 11,52            | 17,41            | 21,70            | 25,32            | 28,38            | 28,02            | 24,86            | 20,87            | 16,03            | 11,64            |                  |
| Середня температура, °C                       | 3,72             | 4,24             | 7,01             | 12,92            | 17,20            | 20,80            | 24,20            | 23,84            | 20,68            | 16,70            | 11,85            | 7,45             |                  |
| Середній мінімум, °C                          | −0,78            | −0,26            | 2,51             | 8,41             | 12,70            | 16,31            | 20,01            | 19,66            | 16,49            | 12,50            | 7,66             | 3,27             |                  |
| Норма опадів, мм                              | 120              | 95               | 87               | 47               | 46               | 30               | 29               | 63               | 137              | 211              | 182              | 146              |                  |
| Середньомісячна швидкість вітру, м/с          | 2.32             | 2.40             | 2.40             | 2.38             | 2.40             | 2.69             | 2.60             | 2.33             | 2.10             | 2.10             | 2.03             | 2.08             |                  |
| Середньомісячна сонячна радіація, кДж/м²·день | 6773             | 8919             | 10877            | 15578            | 19916            | 22220            | 23040            | 19184            | 15532            | 10667            | 8484             | 6544             |                  |
| --------------------------------------------- | ---------------- | ---------------- | ---------------- | ---------------- | ---------------- | ---------------- | ---------------- | ---------------- | ---------------- | ---------------- | ---------------- | ---------------- | ---------------- |
| Джерело:                                      |                  |                  |                  |                  |                  |                  |                  |                  |                  |                  |                  |                  |                  |